# Turketel
Turketel oder Turketul (* 907; † 12. Juli 975 in Croyland Abbey) war Ratsmitglied unter vier englischen Königen und Abt im Kloster Croyland.

## Leben
Turketul war ein Sohn von Æthelweard und ein Enkel von König Alfred dem Großen von Wessex. Er wurde in der Abtei Croyland erzogen und später von seinem Onkel Eduard der Ältere (871–924) zum Lord High Chancellor ernannt. Er regelte kirchliche Angelegenheiten. Dieses Amt übte er auch unter den nachfolgenden Königen Æthelweard (904–924), Æthelstan (894–939) und Edmund I. (921–946) aus.
946 trat Turketul als Mönch in die Abtei Croyland ein. Bei einem Dänenüberfall wurde die Abtei verwüstet, aber und mit dem Geld  seiner Familie wieder aufgebaut. 948 ernannte König Edmund I. Turketul zum Abt des Klosters Croyland. Er verfasste die Chronik: Geschichte Croylands von 716 bis 973.